# ADSL2+

## ADSL2
Az ADSL2 az ADSL sebességének megnövelése céljából jött létre, az ITU G.992.3/4 szabvány írja le. A korábbi 8 Mbit/s helyett csak egy kicsivel többet, 12 Mbit/s-os maximumot ígér, ezért a telefontársaságok fejlesztéskor inkább az ADSL2+ technológiára frissítenek.

## ADSL2+
Az ADSL2+ (szabványos nevén az ITU-T G.992.5) már jelentősebb, 24 Mbit/s-os letöltést, illetve 1 Mbit/s-os (speciális módszerekkel 3,5 Mbit/s-os) feltöltést biztosít, így lehetővé teszi hogy akár egy HDTV szolgáltatást is nyújtsanak egy ADSL2+-szal felszerelt telefonvonalon. Egyetlen negatívuma, hogy csak szűkös (kb. 2 kilométeren belüli) távolságon érzékelhető a gyorsulás.

## RE-ADSL2 és RE-ADSL2+
A RE-ADSL2+ szabvány segítségével a távolabbról kapcsolódó felhasználók is nagyobb sebességgel tudnak a központhoz kapcsolódni, erre utal a "RE" (Reach Extended – Messzire kiterjesztett) előtag is a névben. Viszonylag ritkán használják.

## Magyarországi helyzet
Üzleti ADSL2+ szolgáltatást 2005 őszétől lehet igénybe venni, a lakossági piacra 2006. február 1-jén jutott el. A fejlesztés komoly problémákba ütközik a sok helyen rendkívül nagy, akár 5-6 kilométeres távolságra lévő előfizetőknél, hisz az új szabvány csak a 2 kilométeres körzeten belül nyújt nagyobb sebességet a korábbi ADSL technológiánál.